# Dominatrix (banda)
Dominatrix é uma banda formada no final de 1995, considerada uma das precursoras do movimento Riot Grrrl no Brasil.
A formação atual da banda é Elisa Gargiulo, Adriessa Oliveira e Pitchu Ferraz (também baterista da banda As Mercenárias).

## Histórico[carecede fontes?]
A banda foi fundada no fim de 1995, pelas irmãs Isabella e Elisa Gargiulo. O nome "Dominatrix" só passou a ser utilizado em 1996. A primeira demo foi lançada em janeiro de 1996, chamada Pink Hair Rules, gravada com Elisa (guitarra e vocal), Isabella (baixo e vocal) e Estela Homem (bateria). Em maio de 1996, também com Ana Pereira (guitarra), lançaram a segunda demo chamada Little Grrls. Em setembro do mesmo ano, a banda grava duas faixas para a coletânea SP Punk vol II. E partir do fim de 1996, a banda contou com uma nova guitarrista, Eliane (hoje membro das bandas Hats e Lava), e lança, em março de 1997, a demo March 8th.
Em abril de 1997, Eliane deixa a banda. No mês seguinte, como um trio, o Dominatrix lança a quarta demo, intitulada All We Want is Girl Unity, e é convidada a fazer parte da gravadora Teenager in a Box. Seu disco de estreia, Girl Gathering, é lançado em agosto de 1997, contando com as músicas das duas últimas demos. O disco é rapidamente vendido, esgotando das prateleiras nove meses depois.
Em junho de 1998, a banda grava então seu segundo álbum, chamado Self Delight, uma parceria da Teenager in a Box com a gravadora Clorine Records, fundada pela vocalista da banda, Elisa.
Em junho de 1999, a banda gravou três faixas para o split com a banda Street Bulldogs, que saiu em agosto do mesmo ano pela Clorine Records.
Em 2000, a banda lançou duas músicas ("Burn your house down" e "Halo") na coletânea Ataque de Nervos, lançada pela Antimidia Records.
Em 2001, lançou 4 músicas em um CD split (Split Bike) com a banda Dance of Days, pela gravadora Teenager in a Box, e nesta mesma época, Flávia Biggs (The Biggs) entra na banda.
No ano de 2001, o Dominatrix fez turnê pela Alemanha e pela Países Baixos, com bandas como S.O.L. e Ebola e tocou no prestigiado festival feminista "LadyFest Amsterdam". 
No fim de 2002, Isabella saiu da banda e Mayra Vescovi entra em seu lugar como baixista. A partir daí, Elisa assumiu controle único do vocal. No mesmo ano, a faixa "Redial" do disco Self Delight aparece na coletânea HC Scene vol 3.
Durante os meses de fevereiro e março de 2003, o Dominatrix fez turnê nos EUA com a banda Haggard, do selo Mr. Lady. Tocaram em 14 shows em cidades como Los Angeles, Portland, Olympia, Seattle, entre outras. Deram entrevista para o zine Punk Planet e para várias rádios independentes. Tocaram em faculdades e em lugares clássicos como o Gilman Street, em Berkley, CA. Em Portland, gravaram um EP com quatro músicas inéditas que saiu em agosto de 2003. No mesmo EP, há quatro faixas bônus, as mesmas que saíram no Split Bike.
No ano de 2005, a banda comemorou 10 anos de estrada e no show comemorativo contou com a participação especial da fundadora Isabella, que hoje em dia mora em Milwaukee, Wisconsin.
No ano de 2006, em virtude da saída de Flávia e Mayra por discordâncias políticas e pessoais, Elisa e Debora Biana (bateria) realizaram audições para escolher as novas guitarrista e baixista da banda. Josieta Lucas (ex-guitarrista do Sündae) e Debora (também integrante do Cínica e Siete Armas) entraram na banda no ano de 2007.
No início de 2009 a banda lança o EP Quem Defende Pra Calar, primeiro registro inteiramente em português do Dominatrix.
Em abril de 2017, se apresentam na Virada Cultural, em São Paulo.
Em abril de 2024, se apresentam no Festival Mulheres n@ Punk, em São Paulo, com as bandas Ratas Rabiosas e Mercenárias.
Em agosto de 2024, a banda é escalada para o Oxigênio Festival, em São Paulo, onde se apresenta ao lado clássica banda de punk rock norte-americana Hot Water Music e das bandas Hateen e Bayside Kings.

## Outros projetos
Além de algumas bandas paralelas das integrantes, o Dominatrix, promove o festival LadyFest Brasil, que promove o movimento Riot Grrrl, fanzines feministas e bandas novas formadas por meninas que não tem tanto espaço para divulgar seu trabalho.

## Discografia
- 1997: Girl Gathering
- 1998: Self Delight
- 1999: Split: Street Bulldogs & Dominatrix
- 2001: Split Bike: Dance of Days & Dominatrix
- 2003: Beauville
- 2009: Quem Defende Pra Calar

## Membros

### Integrantes atuais[7][9]
- Elisa Gargiulo (vocais e guitarra) (1995-presente)
- Adriessa Oliveira (baixo)
- Pitchu Ferraz (bateria)

### Ex-Integrantes
- Isabella Gargiulo (baixo e vocal) (1995-2002)
- Mayra Vescovi (baixo) (1998-2007)
- Cleu Fogaça (baixo) (2012-2021)
- Fernanda Horvath (baixo) (2017-2022)
- Estela Homem (bateria) (1995-1997)
- Debora Biana (bateria) (1997-2017)
- Nina Para (bateria) (2017-2022)
- Diego (guitarra) (1995-1996)
- Ana Pereira (guitarra) (1996-)
- Eliane (guitarra) (1996-1997)
- Flávia Biggs (guitarra) (2001-2006)
- Josieta Lucas (guitarra) (2006-2008)
- Marina Takahashi (guitarra) (2010[16][17]-2022)